# Bir Ennasr
Bir Ennasr  (in arabo بئر النصر‎?) è un centro abitato e comune rurale del Marocco situato nella provincia di Benslimane, regione di Casablanca-Settat. Conta una popolazione di 4 855 abitanti (censimento 2014).